# 68-XX
Classificazione delle ricerche matematiche: sezioni di livello 1

00-XX 01 03 05 06 08 | 11 12 13 14 15 16 17 18 19 20 22 | 26 28 30 31 32 33 34 35 37 39 40 41 42 43 44 45 46 47 49 | 
 51 52 53 54 55 57 58 | 60 62 65 68 | 70 74 76 78 | 80 81 82 83 85 86 | 90 91 92 93 94 97-XX
68-XX è la sigla della sezione primaria dello schema di classificazione
MSC dedicata alla matematica nella scienza del computer.
La pagina attuale presenta la struttura ad albero delle sue sottosezioni secondarie e terziarie.

## 68-XX
scienza del computer
{per lavori coinvolgenti computazioni effettive e programmi in una specifica sezione di livello 1, vedi sezione nn-04 di tale area}
- 68-00 opere di riferimento generale (manuali, dizionari, bibliografie ecc.)
- 68-01 esposizione didattica (libri di testo, articoli tutoriali ecc.)
- 68-02 presentazione di ricerche (monografie, articoli di rassegna)
- 68-03 opere storiche {!va assegnato almeno un altro numero di classificazione della sezione 01-XX}
- 68-04 esplicita calcolo automatico (non la teoria della computazione o della programmazione)
- 68-06 atti, conferenze, collezioni ecc.

## 68Mxx
organizzazione sistemica dei computer
- 68M01 generale
- 68M07 problemi matematici di architettura dei computer
- 68M10 progettazione di reti e comunicazione [vedi anche 90B18, 68R10]
- 68M11 argomenti su Internet
- 68M12 protocolli di rete
- 68M14 sistemi distribuiti
- 68M15 affidabilità, controllo di funzionamento e tolleranza dei guasti [vedi anche 94C12]
- 68M20 valutazione delle prestazioni; accodamento; schedulazione [vedi anche 60K25, 90Bxx]
- 68M99 argomenti diversi dai precedenti, ma in questa sezione

## 68Nxx
software
- 68N01 generale
- 68N15 linguaggi di programmazione
- 68N17 programmazione logica
- 68N18 programmazione funzionale e lambda calcolo [vedi anche 03B40]
- 68N19 altre tecniche di programmazione (orientata agli (oggetti, sequenziale, concorrente, automatica ecc.)
- 68N20 compilatori ed interpreti
- 68N25 sistemi operativi
- 68N30 aspetti matematici dell'ingegneria del software (specificazione, verifica, metrica, requisiti ecc.)
- 68N99 argomenti diversi dai precedenti, ma in questa sezione

## 68Pxx
teoria dei dati
- 68P01 generale
- 68P05 strutture di dati
- 68P10 ricerca ed ordinamento?sorting di dati
- 68P15 teoria delle basi di dati
- 68P20 memorizzazione e reperimento?retrieval dell'informazione
- 68P25 cifratura dei dati [vedi anche 81P68, 94A60]
- 68P30 teoria della codifica e dell'informazione (compattazione, compressione, modelli di comunicazione, schemi di codifica ecc.) [vedi anche 94Axx]
- 68P99 argomenti diversi dai precedenti, ma in questa sezione

## 68Qxx
teoria della computazione
- 68Q01 generale
- 68Q05 modelli di computazione (macchine di Turing ecc.) [vedi anche 03D10, 81P68]
- 68Q10 modelli di computazione (non deterministica, parallela, interattiva, probabilistica ecc.) [vedi anche 68Q85]
- 68Q12 algoritmi quantistici e complessità quantistica [vedi anche 68Q05, 81P68]
- 68Q15 classi di complessità (gerarchie, relazioni fra classi di complessità ecc.) [vedi anche 03D15, 68Q17, 68Q19]
- 68Q17 difficultà computazionale dei problemi (limiti inferiori, completezza, difficultà di approssimazione ecc.) [vedi anche 68Q15]
- 68Q19 complessità descrittiva e modelli finiti [vedi anche 03C13]
- 68Q25 analisi degli algoritmi e complessità dei problemi [vedi anche 68W40]
- 68Q30 teoria algoritmica dell'informazione (complessità di Kolmogorov ecc.)
- 68Q32 teoria computazionale dell'apprendimento [vedi anche 68T05]
- 68Q42 grammatiche e sistemi di riscrittura
- 68Q45 linguaggi formali ed automi [vedi anche 03D05, 68Q70, 94A45]
- 68Q55 semantica [vedi anche 03B70, 06B35, 18C50]
- 68Q60 specificazione e verifica (logica dei programmi, controllo dei modelli ecc,) [vedi anche 03B70]
- 68Q65 tipi di dati astratti; specificazione algebrica [vedi anche 18C50]
- 68Q70 teoria algebrica dei linguaggi e degli automi [vedi anche 18B20, 20M35]
- 68Q80 automi cellulari [vedi anche 37B15]
- 68Q85 modelli e metodi per il calcolo concorrente e distribuito (algebre di processo, bisimulazione, reti di transizione ecc.)
- 68Q87 probabilità nella scienza del computer (analisi degli algoritmi, strutture casuali, transizioni di fase ecc.) [vedi anche 68W20, 68W40]
- 68Q99 argomenti diversi dai precedenti, ma in questa sezione

## 68Rxx
matematica discreta in relazione alla scienza del computer
- 68R01 generale
- 68R05 combinatorica
- 68R10 teoria dei grafi [vedi anche 05Cxx, 90B10, 90B35, 90C35]
- 68R15 combinatorica sulle parole
- 68R99 argomenti diversi dai precedenti, ma in questa sezione

## 68Txx
intelligenza artificiale
- 68T01 generale
- 68T05 apprendimento e sistemi adattivi [vedi anche 68Q32, 91E40]
- 68T10 riconoscimento delle forme, riconoscimento del parlato {per l'analisi a grappoli?cluster, vedi 62H30}
- 68T15 dimostrazione automatica dei teoremi (deduzione, risoluzione ecc.) [vedi anche 03B35]
- 68T20 soluzione dei problemi (euristica, strategie di ricerca ecc.)
- 68T27 logica nell'intelligenza artificiale
- 68T30 rappresentazione della conoscenza
- 68T35 linguaggi e sistemi software (sistemi basati sulla conoscenza, sistemi esperti ecc.)
- 68T37 ragionamento in condizioni di incertezza
- 68T40 robotica [vedi anche 93C85]
- 68T42 tecnologia degli agenti
- 68T45 visione da parte di macchine e comprensione delle scene
- 68T50 elaborazione del linguaggio naturale [vedi anche 03B65]
- 68T99 argomenti diversi dai precedenti, ma in questa sezione

## 68Uxx
metodologie ed applicazioni della computazione
- 68U01 generale
- 68U05 grafica con il computer; geometria computazionale [vedi anche 65D18]
- 68U07 progettazione assistita dal computer [vedi anche 65D17]
- 68U10 elaborazione delle immagini
- 68U15 elaborazione dei testi; tipografia matematica
- 68U20 simulazione [vedi anche 65Cxx]
- 68U35 sistemi informativi (navigazione di ipertesti, interfacce, supporto per le decisioni ecc.)
- 68U99 argomenti diversi dai precedenti, ma in questa sezione

## 68Wxx
algoritmi
{per algoritmi numerici, vedi 65-XX; per combinatorica e teoria dei grafi, vedi 68Rxx}
- 68W01 generale
- 68W05 algoritmi nonnumerici
- 68W10 algoritmi paralleli
- 68W15 algoritmi distribuiti
- 68W20 algoritmi randomizzati
- 68W25 algoritmi di approssimazione
- 68W27 algoritmi in linea
- 68W30 calcolo simbolico e calcolo algebrico [vedi anche 11Yxx, 12Y05, 13Pxx, 14Qxx, 16Z05, 17-08, 33F10]
- 68W35 algoritmi su stringhe
- 68W35 algoritmi VLSI
- 68W40 analisi di algoritmi [vedi anche 68Q25]
- 68W99 argomenti diversi dai precedenti, ma in questa sezione